# Fleury-sur-Andelle
 Fleury-sur-Andelle  là một xã thuộc tỉnh Eure trong vùng Normandie miền bắc nước Pháp.

## Huy hiệu
| Arms of Fleury-sur-Andelle | The arms of Fleury-sur-Andelle are blazoned: Azure, on a fess gules 5 flames, 2 & 3, and in chief 2 mullets Or. |